# Silvio Menicucci
Silvio Menicucci foi um médico e político brasileiro do estado de Minas Gerais. Foi eleito deputado estadual de Minas Gerais para a 6ª legislatura (1963 - 1967), pelo MDB.
Silvio Menicucci foi também prefeito do município de Lavras.